# موریس بوشور
موریس بوشور (به فرانسوی: Maurice Bouchor) شاعر و نمایشنامه نویس قرن نوزدهم و بیستم میلادی اهل فرانسه بود.
وی در سال ۱۸۹۲ (میلادی) نمایشنامه‌ای را با نام «رؤیای خیام» روی صحنه برد و در آن گفته بود که «من یکی از پیروان خیام هستم».

## آثار
- Chansons joyeuses 1874
- Poèmes de l'amour et de la mer 1875
- Le Faust moderne 1878
- Les Contes parisiens 1880
- Aurore 1883
- Les Symboles 1895